# Sevastian (Osokin)
Sevastian (světským jménem: Alexandr Valentinovič Osokin; * 23. listopadu 1961 Perm) je ruský duchovní Ruské pravoslavné církve a arcibiskup karagandský a šachtinský.

## Život
Narodil se 23. listopadu 1961 v Permu.
Po střední škole nastoupil na Permský polytechnický institut a roku 1981 přešel na Vladimirský polytechnický institut. Po vysoké škole absolvoval povinnou vojenskou službu.
Od roku 1986 sloužil v Pokrovském chrámu v Almaty.
Dne 26. března 1989 jej biskup almatský a kazachstánský Jevsevij (Savvin) rukopoloužil na diákona a 7. dubna na jereje. Stal se duchovním chrámu svatebního archanděla Michaela v Kokčetau.
Dne 18. listopadu 1989 se stal klerikem chrámu svatého archanděla Michaela v Karagandě a 1. února 1991 katedrálního chrámu svatého Mikuláše v Almaty.
Dne 16. března 1993 byl jmenován přestaveným chrámu Narození Krista v sídle Akbulak.
V letech 1995–1997 studoval na Almatském duchovním učilišti a poté na Moskevském duchovním semináři. Roku 2009 dokončil Moskevskou duchovní akademii.
Dne 24. prosince 2010 jej Svatý synod zvolil biskupem karagandským a šachtinským. Dne 4. ledna 2011 byl metropolitou astanským a kazachstánským Alexandrem (Mogiljovem) postřižen na monacha se jménem Sevastian na počest svatého vyznavače Sevastiana (Fomina).
Dne 6. ledna 2011 byl povýšen na archimandritu.
Dne 18. února 2011 byl oficiálně jmenován biskupem a 20. února proběhla jeho biskupská chirotonie. Hlavním světitelem byl patriarcha moskevský a celé Rusi Kirill.
Dne 6. května 2022 byl povýšen na arcibiskupa.